# جاستن بروكس
جاستن بروكس (بالإنجليزية: Justin Brooks)‏ هو محامي أمريكي، ولد في 1965.